# Casa Mackenzie
La casa Mackenzie es un edificio y museo histórico localizado en Toronto, Canadá. Fue el último hogar de William Lyon Mackenzie, primer alcalde de la ciudad. Mackenzie se vio obligado a exiliarse en los Estados Unidos, después de haber encabezado la rebelión de 1837. Regresó a la provincia recién creada en 1850, y murió en esta casa en 1861.
Las hileras de casas aledañas fueron demolidas en 1936, mientras que el nieto de Mackenzie, William Lyon Mackenzie King, fue primer ministro. Sin embargo, esta casa se salvó debido a su importancia histórica. Diseñada con una arquitectura de estilo georgiano, en la actualidad la casa funciona como museo.
Una adición interesante para los jardines son los paneles laterales del Arco Memorial que alguna vez estuvieron al pie del puente de luna de miel, en Niagara Falls, Ontario.